# Dara Ó Briain
 (juillet 2017).
Le contenu est difficilement compréhensible vu les erreurs de traduction, qui sont peut-être dues à l'utilisation d'un logiciel de traduction automatique.
Dara Ó Briain (prononciation en anglais : /ˈdɑːɹə oʊˈbɹiːən/ ; en irlandais : /d̪ˠaɾˠə o bʲɾʲiənʲ/), né le 4 février 1972, est un comédien et animateur de télévision irlandais. Il est surtout connu pour avoir animé plusieurs émissions telles que The Panel (en), Mock the Week et The Apprentice: You're Fired! (en). Il a également été invité dans un certain nombre d'autres projets (Have I Got News for You (en), QI).

## Biographie
Dara Ó Briain est né à Bray, dans le comté de Wicklow l, en Irlande. Il a fréquenté l'école secondaire (Coláiste Eoin (en)), un Gaelcholáiste (en) dans le sud de Dublin et plus tard étudié les mathématiques et la physique théorique à l'University College Dublin. À cette époque, il a participé avec succès à la société de débats et produit le journal de l'université . Après quelques années, il commence comme humoriste de stand-up et rencontre le succès dans le monde anglophone.

### Vie privée
Il a deux enfants avec sa femme, Susan, une chirurgienne. Ils vivent à Londres, en Angleterre.

## Tournée
| Titre                                      | Sorti en DVD     | Place                           |
| ------------------------------------------ | ---------------- | ------------------------------- |
| Live at the Theatre Royal                  | 13 novembre 2006 | Théâtre de Drury Lane, Londres  |
| Dara Ó Briain Talks Funny – Live in London | 17 novembre 2008 | HMV Hammersmith Apollo, Londres |
| This Is the Show                           | 22 novembre 2010 | HMV Hammersmith Apollo, Londres |
| Craic Dealer                               | 12 novembre 2012 | The Playhouse, Édimbourg        |
| Crowd Tickler                              | 23 novembre 2015 | HMV Hammersmith Apollo, Londres |

## Honneur
L'astéroïde (4901) Ó Briain porte son nom.